# 张祚荫
张祚荫（1915年9月—2008年2月17日），男，安徽萧县人，中华人民共和国政治人物，曾任安徽省人民委员会副省长，安徽省人大常委会副主任，第四、五、六届全国人大代表。